# Oswego (Illinois)
Oswego – wieś w Stanach Zjednoczonych, w stanie Illinois, w hrabstwie Kendall.